# Росуље (Бања Лука)
Росуље су градска четврт у Бањој Луци и сједиште истоимене мјесне заједнице. У Росуљама се налази највећи и најпознатији парк у Бањој Луци — парк „Младен Стојановић“ у којем се налази и тениски клуб "Младост Бања Лука".

## Спорт
Росуље су сједише фудбалског клуба Крајина.

## Становништво
Према попису становништва из 1991. године, у насељу је живјело 7.023 становника.
| Националност       | 1991.          |
| Срби               | 4.091 (58,25%) |
| Муслимани          | 500 (07,11%)   |
| Хрвати             | 988 (14,06%)   |
| Југословени        | 1.104 (15,71%) |
| остали и непознато | 340 (04,84%)   |
| Укупно             | 7023           |

## Галерија
- Насељено мјесто Бањалука
- Тениски терен "Младост"